# 拉普阿河

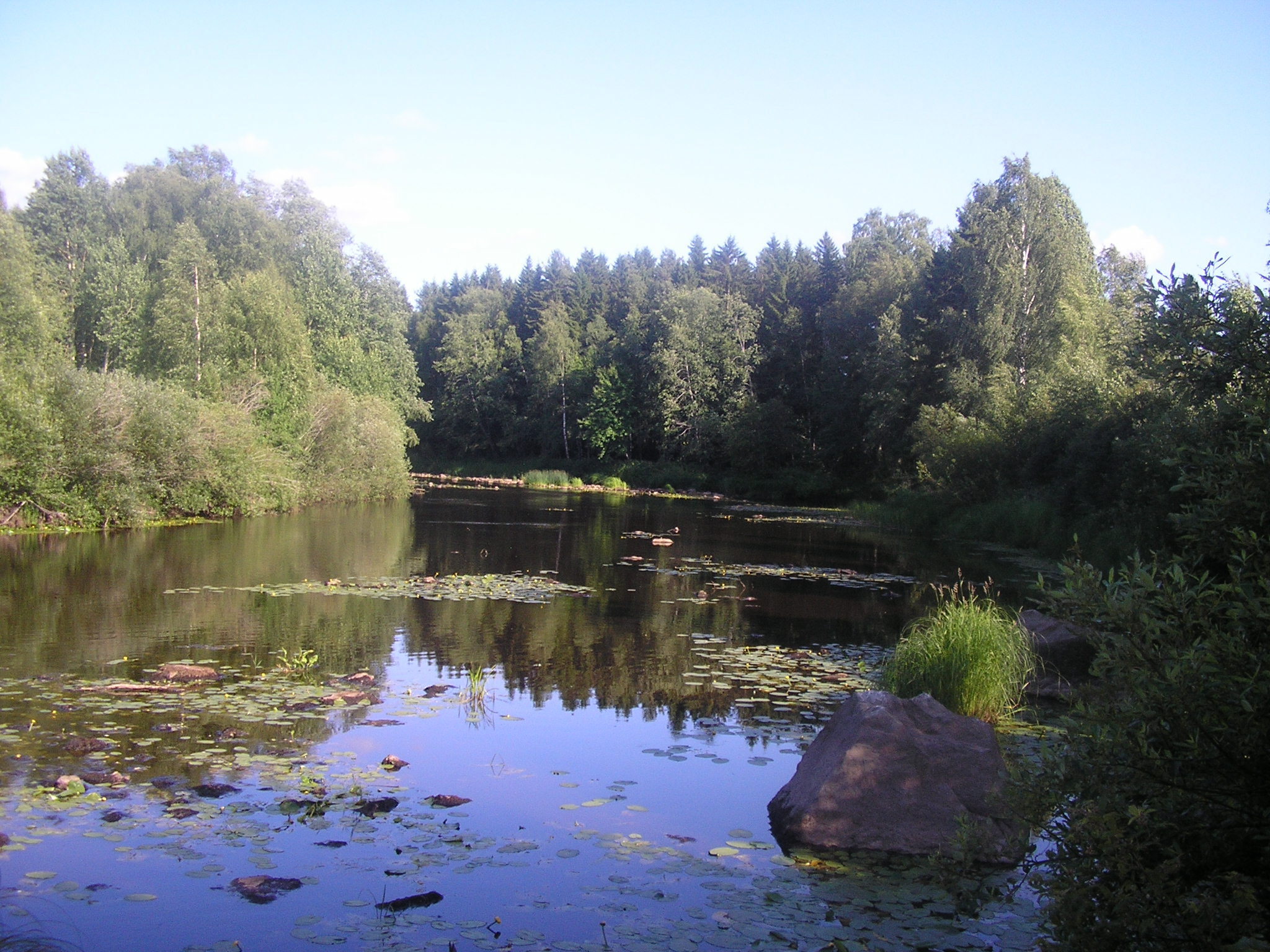
拉普阿河

拉普阿河（芬蘭語：Lapuanjoki）是芬蘭的河流，流經南波赫扬马区和波赫扬马区，最終在新卡勒比注入波羅的海，河道全長170公里，流域面積4,122平方公里，平均流量每秒34立方米。